# Cocaia (Guarulhos)
Cocaia é um bairro de Guarulhos, no estado de São Paulo. Foi um dos primeiros bairros a serem fundados em Guarulhos. Seu nome, de origem tupi, significa "roça queimada" (kó, roça, roçado; kaia, queimado).